# Pieter Bruegel, o Velho
Pieter Bruegel (também Brueghel), o Velho (holandês: [ˈpitər ˈbrøːɣəɫ]; Breda, c. 1525-1530 — Bruxelas, 9 de setembro de 1569) foi o artista mais importante da pintura renascentista flamenga e brabantina, um pintor e gravurista da região de Brabante, conhecido por suas retratações de paisagens e cenas camponesas (a chamada pintura de gênero); foi também o primeiro pioneiro que optou em fazer as duas modalidades o foco em suas pinturas de destaque.
Ele foi inicialmente uma influência formativa da chamada "Era de Ouro" da pintura holandesa, voltando-se depois para pinturas em geral, frequentemente com escolhas inovadoras de temas. Emergiu numa das primeiras gerações de artistas a crescer quando a retratação religiosa deixara de ser matéria recorrente na pintura. Bruegel também não pintou retratos, ainda que eles representassem um pilar da arte neerlandesa da época. Após treinamento e inúmeras viagens para a Itália, o pintor retornou em 1555 para se estabelecer na Antuérpia, onde trabalhou principalmente como desenhista prolífico de gravuras para as publicações diárias. Foi somente no final da década que o artista passou a fazer da pintura sua atividade principal; todos os seus trabalhos famosos vêm do período seguinte de pouco mais de uma década, que antecedeu sua morte prematura no auge de suas habilidades, por volta de 44 anos.
Além de olhar para frente, sua obra revigora temas medievais, como a retratação da vida cotidiana pelo estilo grotesco em meio a manuscritos de iluminura e as cenas estacionais de trabalhos agrícolas, sempre estabelecidas em contextos paisagísticos e colocadas em uma escala muito maior que as obras medievais, tudo por meio da custosa pintura a óleo. Ele faz o mesmo com o mundo fantástico e anárquico desenvolvido em gravuras e ilustrações de livros da Renascença.
Ele é por vezes referido como "Bruegel Camponês", para distingui-lo dos muitos pintores posteriores de sua família, incluindo seu filho Pieter Brueghel, o Jovem (1564-1638), ou alegadamente por ter tido o hábito se vestir como camponês, uma forma de se misturar com o resto da população em casamentos e outras celebrações, com o intuito de se inspirar para as suas obras. A partir de 1559, ele abandonou o 'h' de seu nome e passou a assinar suas pinturas como Bruegel; seus parentes continuaram a usar "Brueghel" ou "Breughel", diferente de seus filhos.

## Vida
Foi admitido como mestre na guilda de São Lucas com 26 anos, em 1551, e como aprendiz de Coecke Van Aelst, artista de Antuérpia, escultor, arquiteto e artífice de tapeçarias e vitrais. Foi nesta altura que Bruegel viajou para a Itália, onde produziu uma série de pinturas, a maior parte das quais representando paisagens. Sua primeira obra assinada e datada foi produzida em Roma, em 1553.
Em 1553, se estabeleceu em Antuérpia e dez anos depois mudou-se para Bruxelas permanentemente. Casou-se com Mayken em 1563, filha de Van Aelst, seu mestre.
Sabe-se muito pouco sobre a personalidade de Bruegel, para além de algumas palavras de Carel van Mander: «Era um homem tranquilo, sábio e discreto. Mas, quando estava acompanhado, era divertido e gostava de assustar as pessoas e os seus aprendizes com histórias de fantasmas e outras diabruras.»
É também conhecido como Brugel, O camponês,
Viajou pela Itália para aprender a forma de pintar dos renascentistas, permanecendo, como interno, uma temporada no atelier de um professor siciliano.
Foi um pintor de multidões e de cenas populares, com uma vitalidade tal que transborda do quadro. Além da sua predileção por paisagens, pintou quadros que realçavam o absurdo na vulgaridade, expondo as fraquezas e loucuras humanas, que lhe trouxeram muita fama. A mais óbvia influência sobre sua arte é de Hieronymus Bosch, em particular no início dos estudos de imagens demoníacas, como o Triunfo da Morte e Dulle Griet ("A Mulher Louca"). Foi na natureza, no entanto, que ele encontrou sua maior inspiração, sendo identificado como um mestre de paisagens. Ele é muitas vezes creditado como sendo o primeiro pintor ocidental a pintar paisagens como elemento central e não como um pano de fundo histórico de uma pintura.
Retratava a vida e costumes dos camponeses, sua terra, uma vívida descrição dos rituais da aldeia, da vida, incluindo agricultura, caça, refeições, festas, danças e jogos. Suas paisagens de inverno de 1565 (por exemplo Caçadores na Neve) são tomadas como provas corroborativas da gravidade dos invernos durante a Pequena Era Glacial.
Utilizando abundante sátira e força, criou algumas das primeiras imagens de protesto social na história da arte. Exemplos incluem pinturas como A luta entre Carnaval e Quaresma (uma sátira dos conflitos da Reforma Protestante).

## Obras

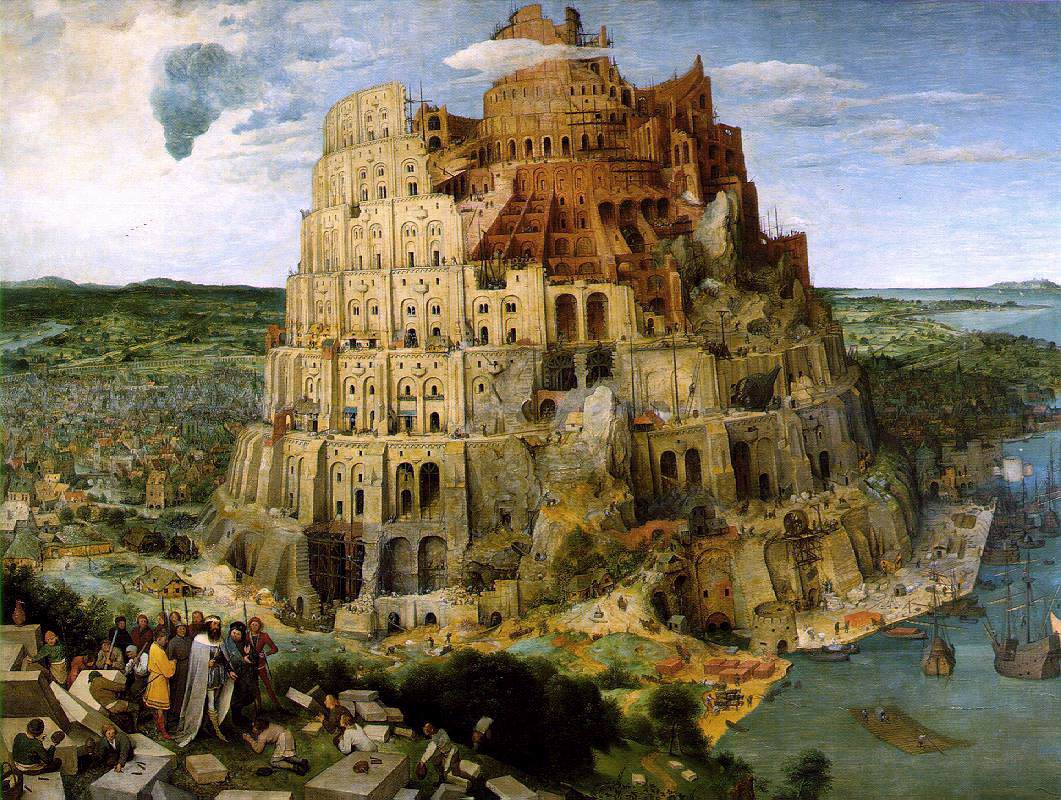
Torre de Babel Museu de História da Arte em Viena
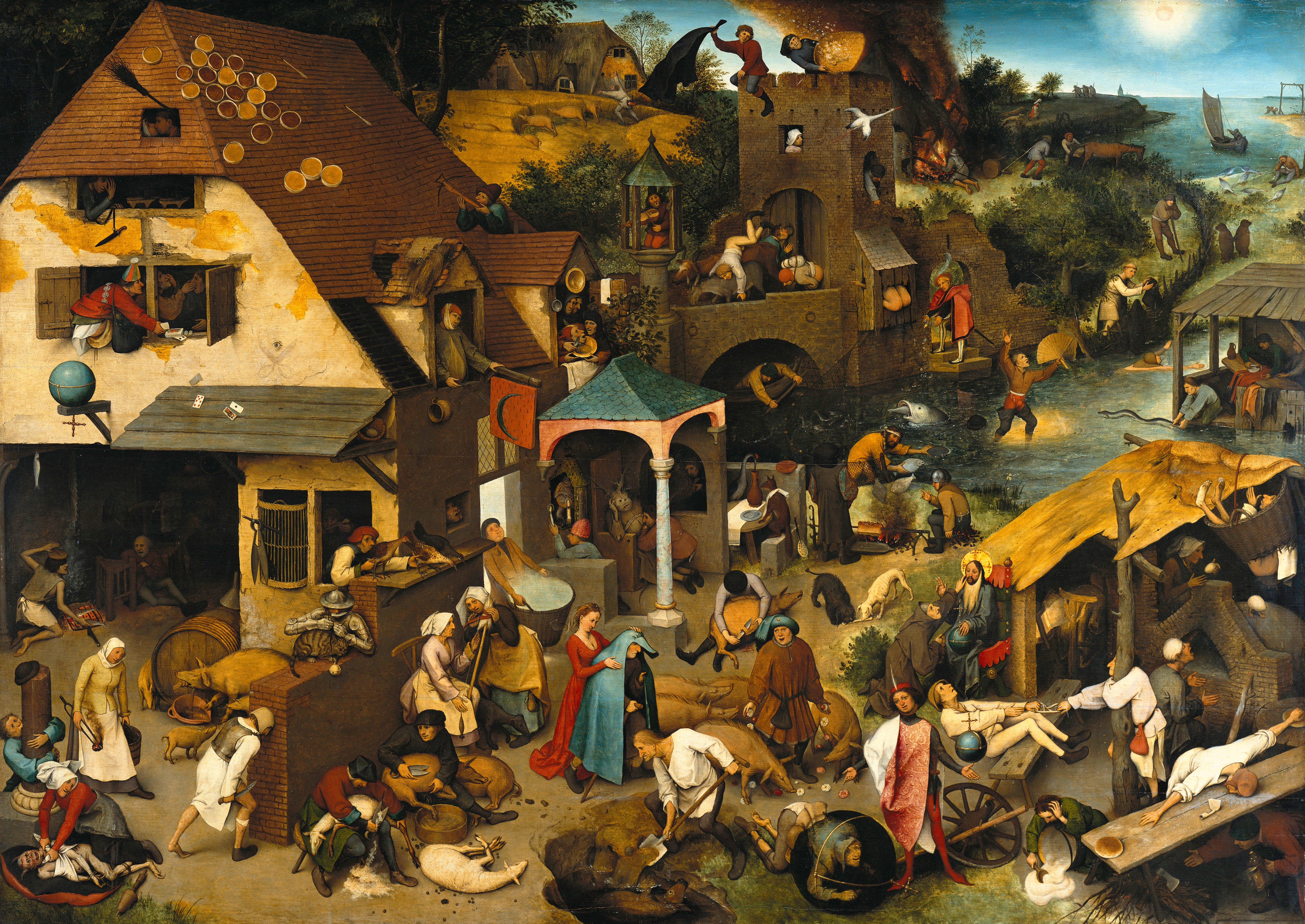
Provérbios Neerlandeses (Nederlandse Spreekwoorden)  1559 Gemäldegalerie
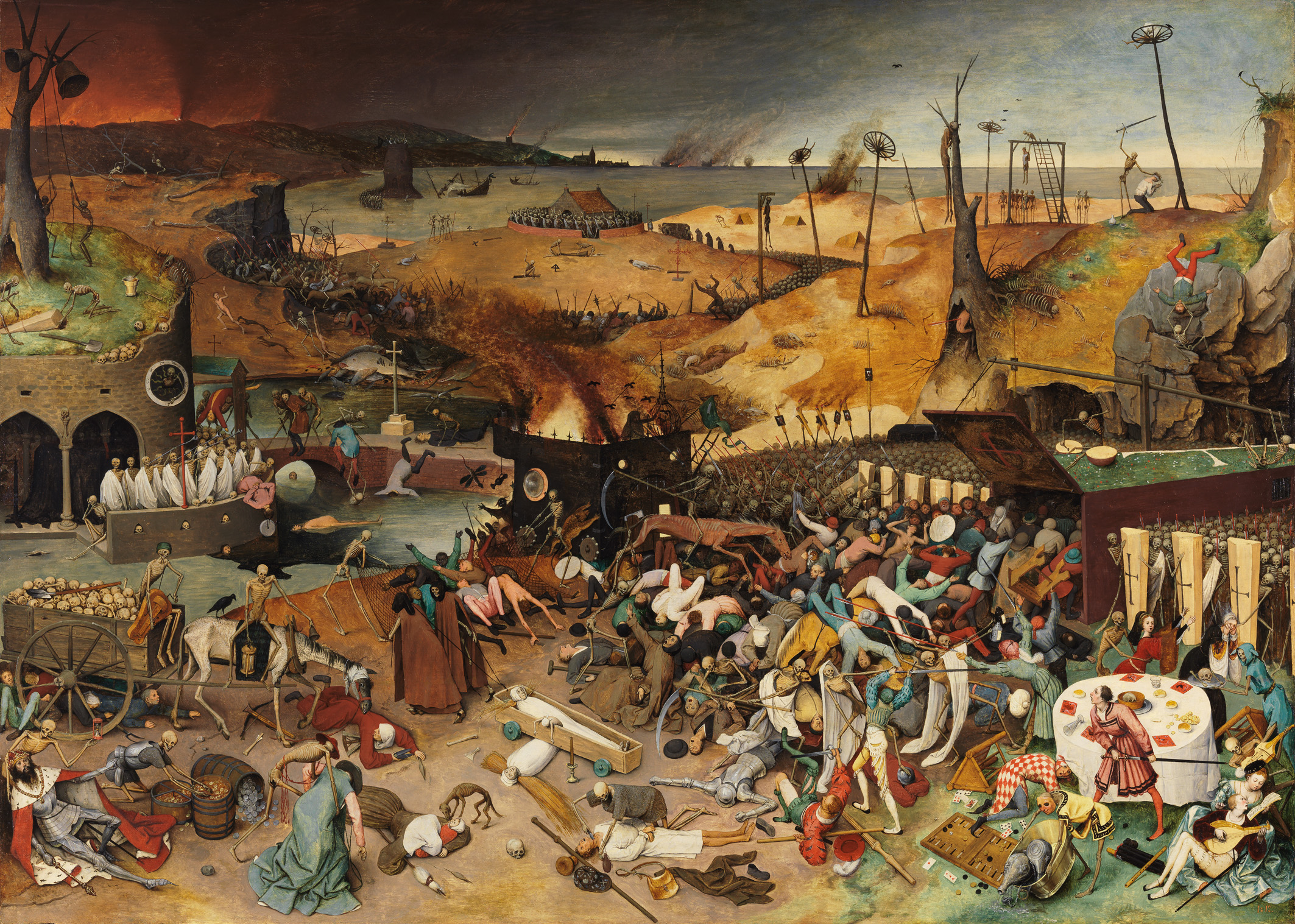
O Triunfo da Morte Museu do Prado
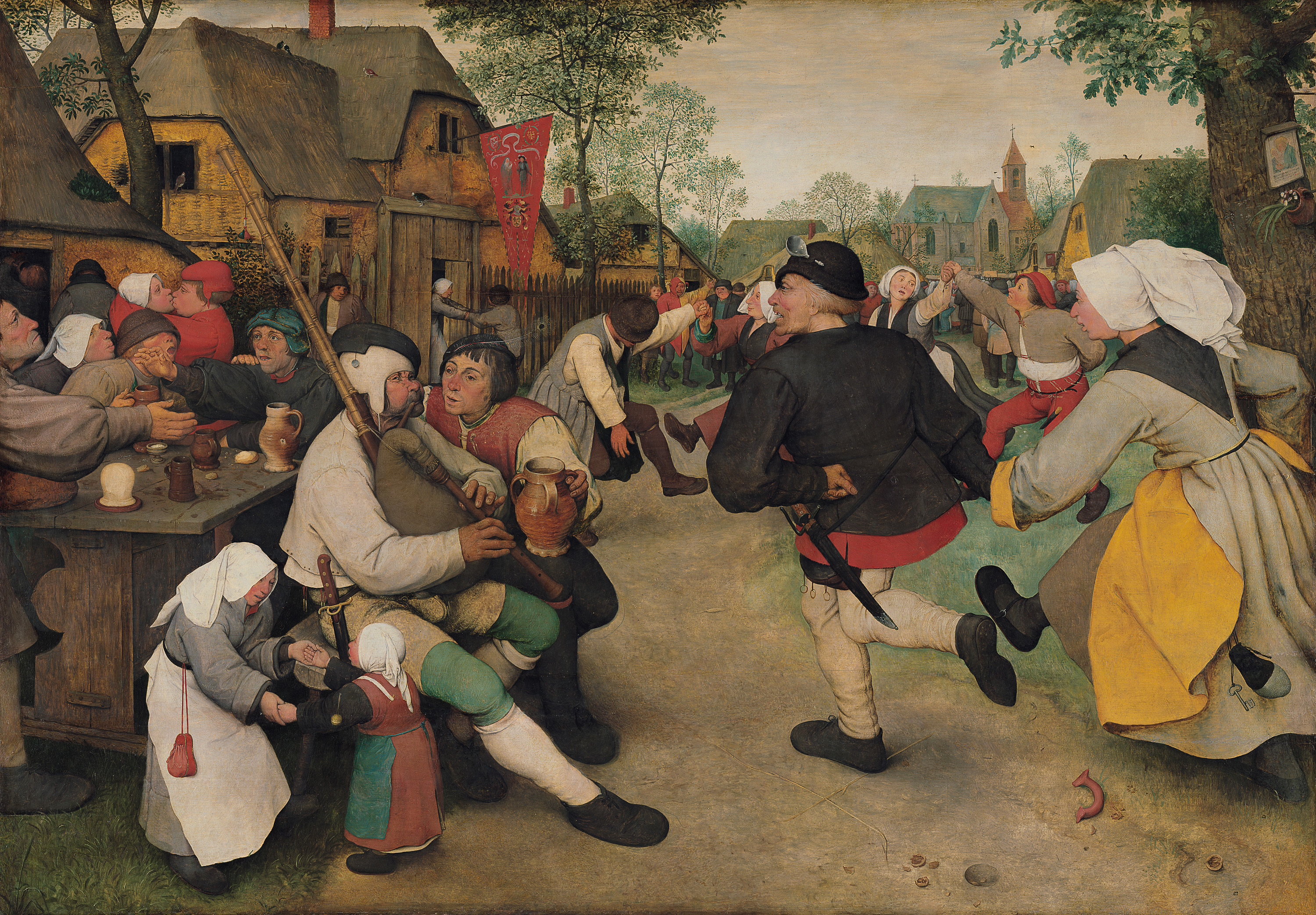
A dança dos camponeses
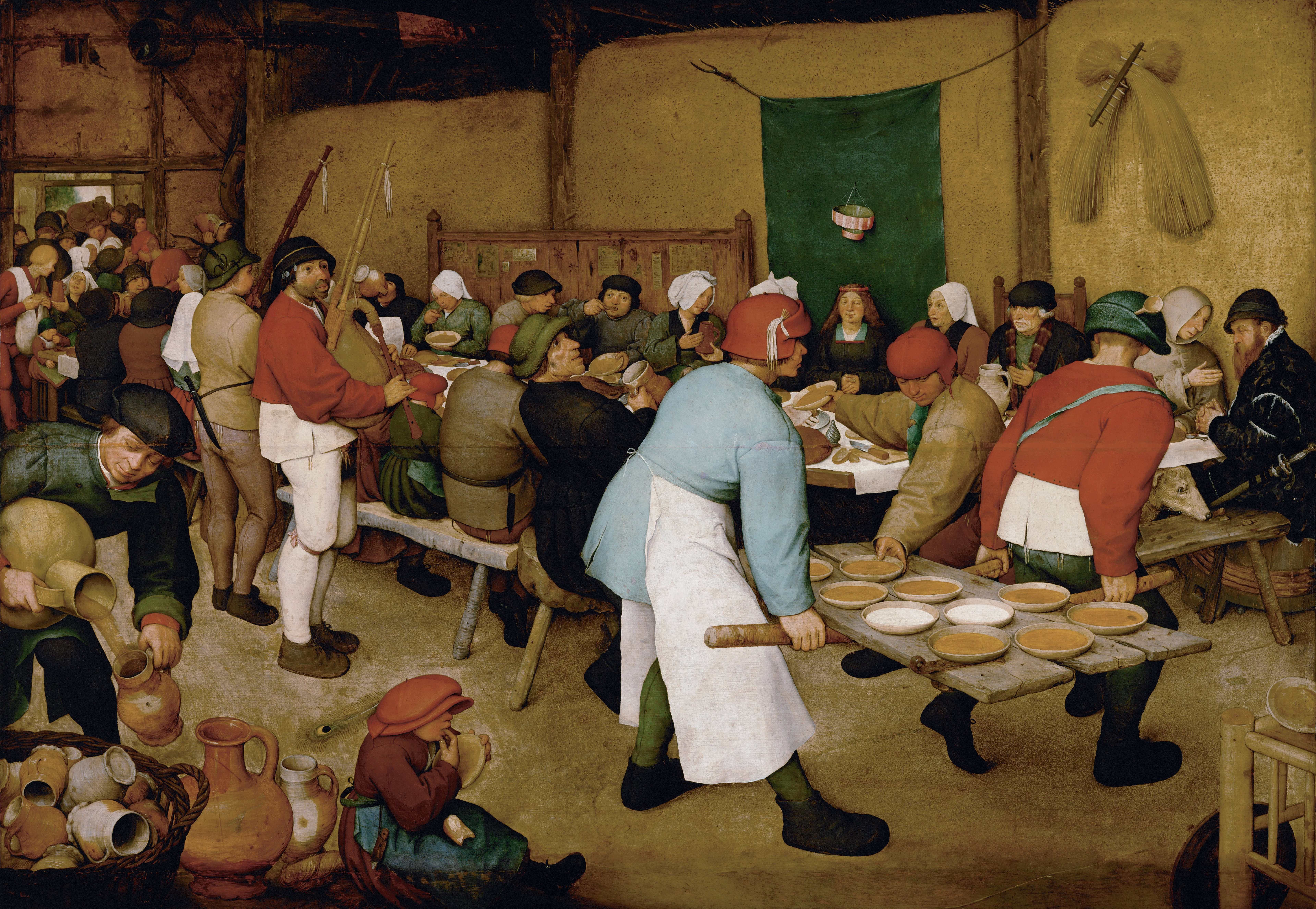
A Boda Camponesa, 1567.  Museu Nacional Frei Manuel do Cenáculo, Évora, Portugal.
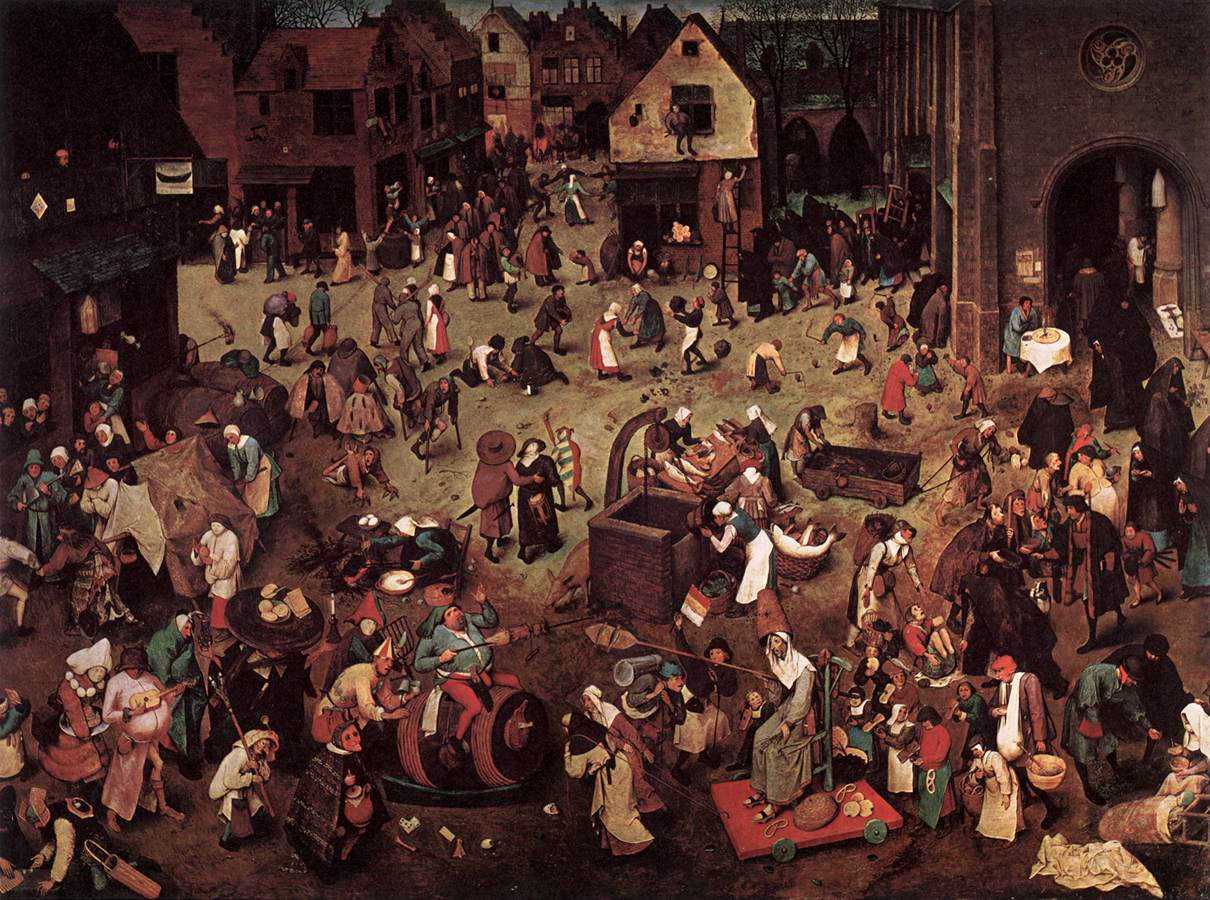
A luta entre o Carnaval e a Quaresma. 1559. Museu de História da Arte em Viena, Viena.
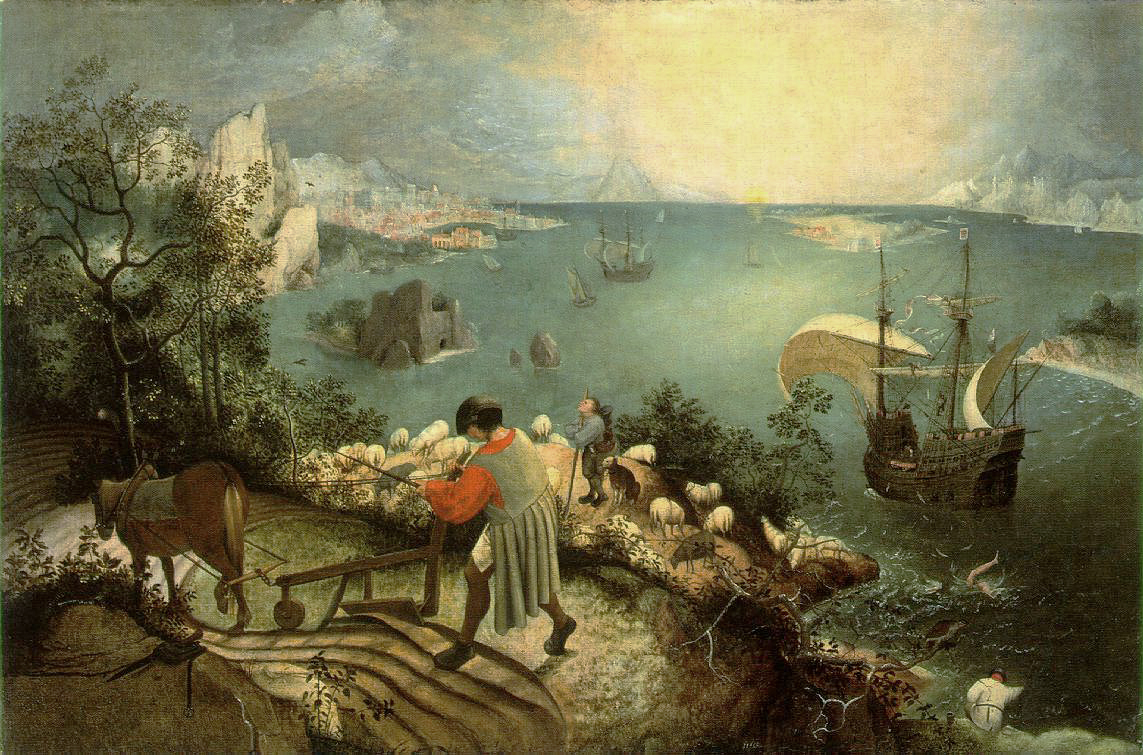
Paisagem com a Queda de Ícaro, 1558, Museu Real de Belas Artes, Bruxelas, Bélgica.
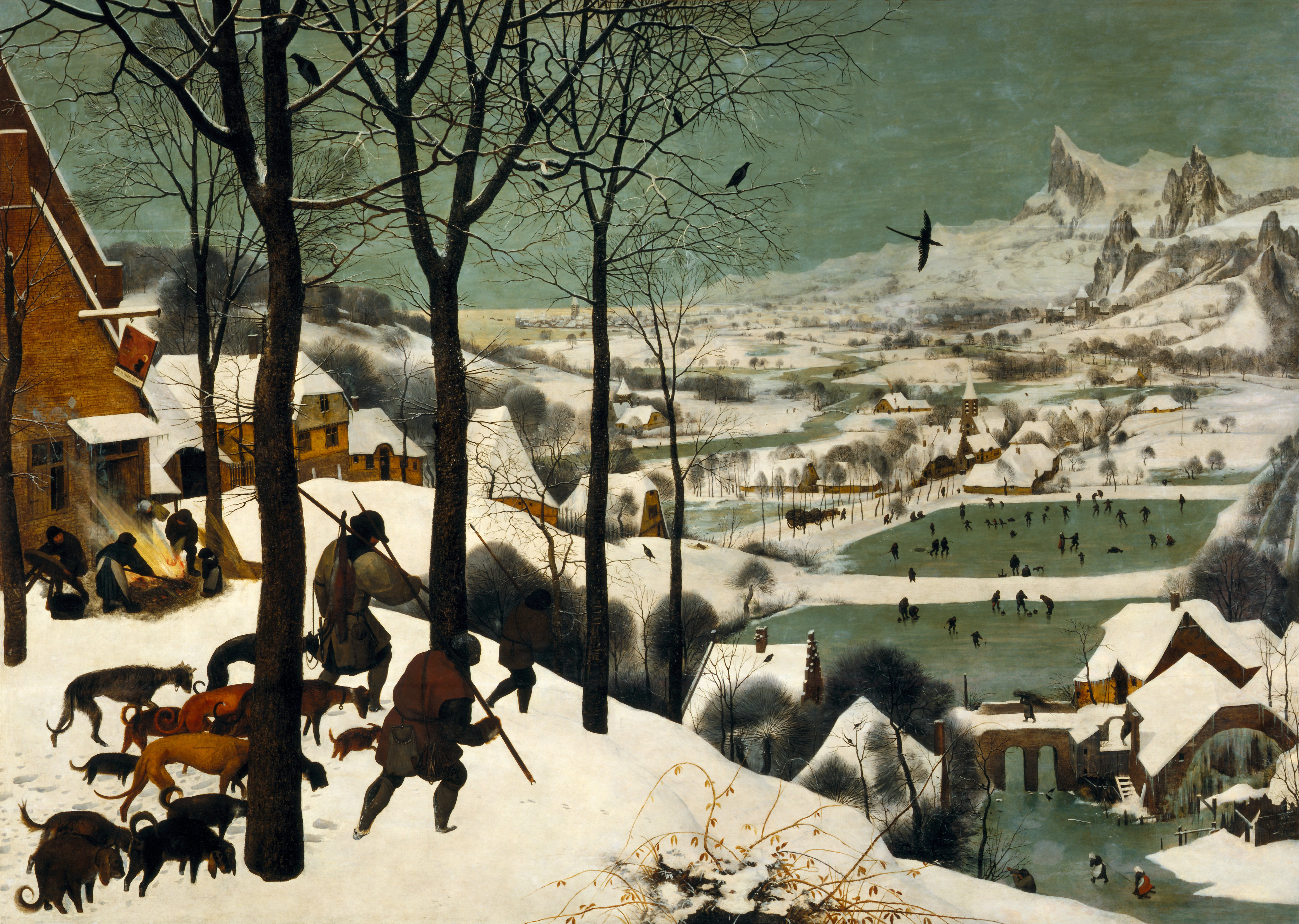
Caçadores na Neve, 1565, Museu de História da Arte em Viena